# Rhizochaete borneensis
Rhizochaete borneensis är en svampart som först beskrevs av Jülich, och fick sitt nu gällande namn av Gresl., Nakasone & Rajchenb. 2004. Rhizochaete borneensis ingår i släktet Rhizochaete och familjen Phanerochaetaceae.   Inga underarter finns listade i Catalogue of Life.